# أكاري كيريشيما
أكاري كيريشيما (栗島 朱里) (مواليد 14 سبتمبر 1994)، هي لاعبة كرة قدم كانت تلعب كلاعبة وسط.

## وصلات خارجية
- أكاري كيريشيما على موقع إي إس بي إن إف سي (الإنجليزية)
- أكاري كيريشيما على موقع قاعدة بيانات كرة القدم.إي يو (الإنجليزية)
- أكاري كيريشيما على موقع Soccerway.com (الإنجليزية)